# 松平定輝
松平 定輝（まつだいら さだてる）は、江戸時代中期の大名。越後国高田藩3代藩主。定綱系久松松平家5代。官位は従五位下・日向守。

## 略歴
2代藩主・松平定逵の次男。母は烏丸光雄の娘。
享保3年（1718年）、父の死去により跡を継ぎ、同時に叙任する。享保10年（1725年）、越後質地騒動を鎮圧したが、同年10月2日に死去した。享年18（もしくは22）。

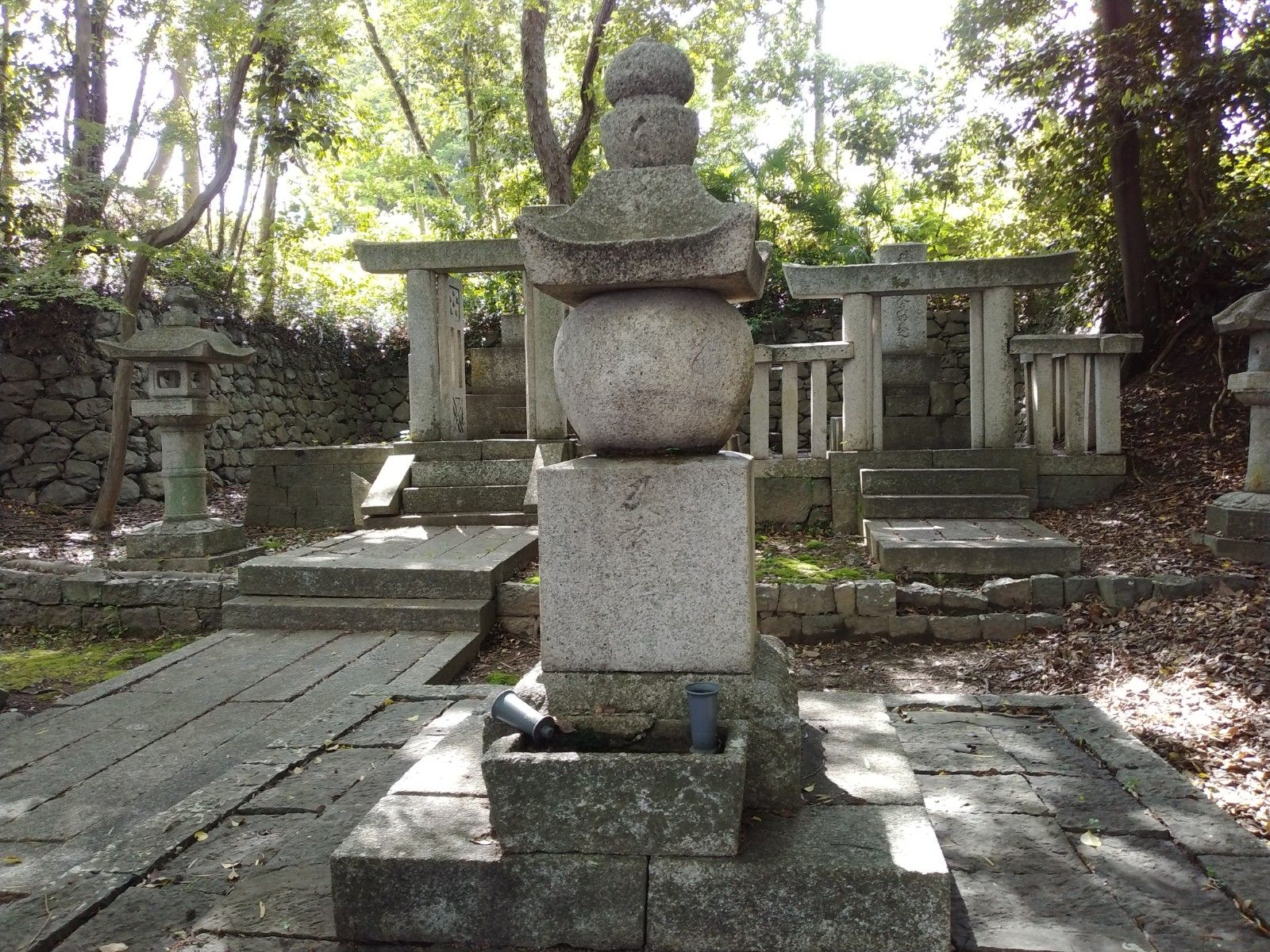
松平定輝墓所(桑名市照源寺)

跡を叔父・定儀が継いだ。法号は玄万院殿松誉月峯了智大居士。